# Мошокское сельское поселение
Мошокское сельское поселение — муниципальное образование в Судогодском муниципальном районе Владимирской области России.
Административный центр — село Мошок.

## География
Территория сельского поселения расположена на юго-востоке от Судогды.

## История
Мошокский сельсовет был образован в 1920-х годах в составе Мошенской волости Судогодского уезда. С 1929 года сельсовет входит в состав Судогодского района. В 1954 году с Мошокским сельсоветом был объединен Гонобиловский сельсовет. В 1959 году сельсовету переданы упразднённые Кондряевский и Краснокустовский сельсоветы. В 1963—1965 годах сельсовет входил в состав  Муромского сельского района. В 1967 году образован Гонобиловский сельсовет (центр – деревня Гонобилово) с включением в него населённых пунктов Баркино, Вежки, Демухино, ж/д будку 17 км, Замаричье, Игнатьево, Лыткино, Красный куст, Мамоново, Митино, Останково, Павловка, Першино, Пивоварово, Пищальниково, Радилово, Синицыно, Шустово, Форино Мошокского сельсовета. В 1998 году Мошокский сельсовет преобразован в сельский округ.
Мошокское сельское поселение образовано 13 мая 2005 года в соответствии с Законом Владимирской области № 60-ОЗ. В его состав вошли территории посёлка Им. Воровского и бывших Краснокустовского и Мошокского сельских округов.

## Население
| 2010  | 2011  | 2012  | 2013  | 2014  | 2015  | 2016  | 2017  | 2018  |
| ----- | ----- | ----- | ----- | ----- | ----- | ----- | ----- | ----- |
| 4744  | ↘4724 | ↘4687 | ↘4593 | ↘4509 | ↘4391 | ↘4299 | ↘4229 | ↘4115 |
| 2019  | 2020  | 2021  |       |       |       |       |       |       |
| ↘4009 | ↘3946 | ↘3652 |       |       |       |       |       |       |

## Состав сельского поселения
| №  | Населённый пункт              | Тип населённого пункта       | Население |
| -- | ----------------------------- | ---------------------------- | --------- |
| 1  | Баркино                       | деревня                      | ↘8        |
| 2  | Вёжки                         | деревня                      | ↘20       |
| 3  | Гладышево                     | деревня                      | ↘28       |
| 4  | Гонобилово                    | деревня                      | ↘183      |
| 5  | Горячево                      | деревня                      | ↘6        |
| 6  | Демухино                      | деревня                      | ↘12       |
| 7  | Игнатьево                     | деревня                      | →0        |
| 8  | Карево                        | деревня                      | ↘6        |
| 9  | Колычево                      | деревня                      | ↘65       |
| 10 | Кондряево                     | деревня                      | ↘253      |
| 11 | Кордон Мошокского лесничества | кордон                       | ↘7        |
| 12 | Красный Куст                  | посёлок                      | ↘330      |
| 13 | Митино                        | деревня                      | ↘9        |
| 14 | Мошок                         | село, административный центр | ↘986      |
| 15 | Никольское                    | деревня                      | ↗1        |
| 16 | Озяблицы                      | деревня                      | ↘7        |
| 17 | Павловка                      | деревня                      | →0        |
| 18 | Пивоварово                    | деревня                      | →0        |
| 19 | Пищальниково                  | деревня                      | →0        |
| 20 | Посёлок имени Воровского      | посёлок                      | ↘1660     |
| 21 | Радилово                      | деревня                      | ↘10       |
| 22 | Синицыно                      | деревня                      | →10       |
| 23 | Шустово                       | деревня                      | ↘51       |

## Экономика
В посёлке Воровского — ОАО «Стеклозавод имени Воровского», в посёлке — Красный Куст стеклозавод «Красный Куст»(закрыт в 2008 году).

## Достопримечательности
В селе Мошок Храм Успения Божией Матери, посёлке Воровского выстроен храм иконы Божией Матери «Достойно есть».

## Транспорт
По территории сельского поселения проходит автодорога Владимир — Муром.